# Ali Mohamed Bujsaim
Ali Mohamed Bujsaim (àrab: علي بوجسيم, ʿAlī Būjsaym) (Dubai, 9 de setembre de 1959) és un àrbitre de futbol retirat dels Emirats Àrabs Units, conegut sobretot per haver supervisat partits de tres Copes del Món de la FIFA: 1994 (dos partits), 1998 (tres partits) i 2002 (dos partits).
El 2002, va ser àrbitre al partit Argentina-Suècia, on va decidir mostrar targeta vermella a Claudio Caniggia, quan aquest el va insultar, convertint Caniggia en el primer jugador de la història de la Copa del Món a ser expulsat mentre encara era a la banqueta.